# Landwind Xiaoyao

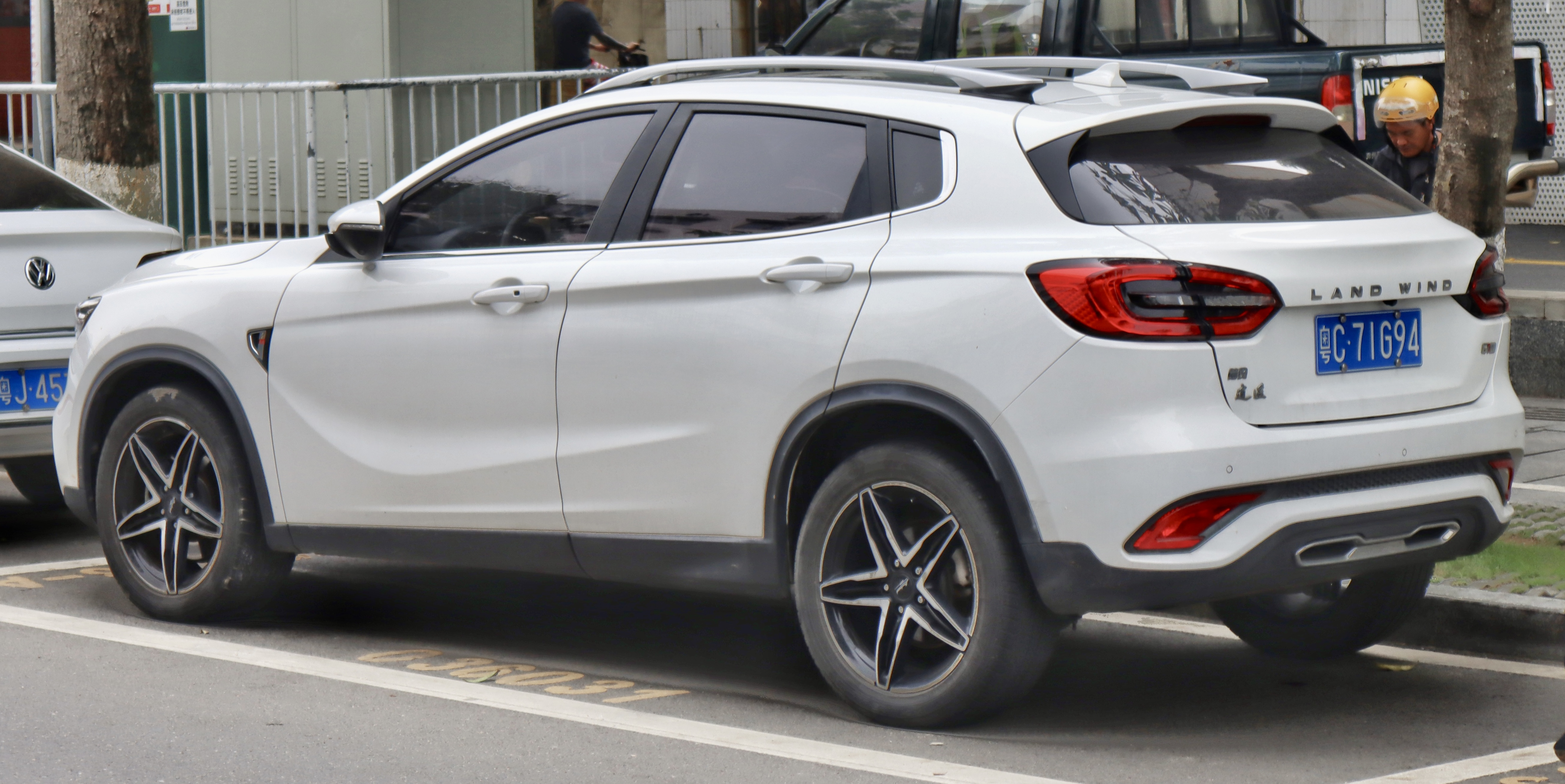
Heckansicht

Der Landwind Xiaoyao ist ein Sport Utility Vehicle (SUV) der zum chinesischen Automobilhersteller Jiangling Motors gehörenden Marke Landwind.

## Geschichte
Erstmals der Öffentlichkeit gezeigt wurde das Fahrzeug auf der Guangzhou Auto Show 2016. In China wurde der Xiaoyao ab Anfang Januar 2018 verkauft. Positioniert war das Fahrzeug zwischen dem Landwind X2 und dem Landwind X7.
Die Optik und die Abmessungen des Crossovers ähneln denen des Mercedes-Benz GLA.

## Technische Daten
Den Antrieb übernimmt entweder ein 110 kW (150 PS) starker 1,5-Liter-Ottomotor von Mitsubishi Motors oder ein 120 kW (163 PS) starker 1,5-Liter-Ottomotor von Jiangling Motor.
| Kenngrößen                                  | 1.5 T                        | 1.5 GTDI                          |
| Bauzeitraum                                 | 01/2018–02/2020              | 01/2018–02/2020                   |
| Motorkenndaten                              |                              |                                   |
| Motortyp                                    | R4-Ottomotor                 | R4-Ottomotor                      |
| Hubraum                                     | 1468 cm³                     | 1490 cm³                          |
| Verdichtungsverhältnis                      | 9,0 : 1                      | 9,5 : 1                           |
| max. Leistung                               | 110 kW (150 PS) bei 5000/min | 120 kW (163 PS) bei 5400–5700/min |
| max. Drehmoment                             | 210 Nm bei 2500–4500/min     | 250 Nm bei 1500–4000/min          |
| Kraftübertragung                            |                              |                                   |
| Antrieb, serienmäßig                        | Vorderradantrieb             | Vorderradantrieb                  |
| Getriebe, serienmäßig                       | 5-Gang-Schaltgetriebe        | 6-Gang-Schaltgetriebe             |
| Getriebe, optional                          | —                            | (Stufenloses Getriebe)            |
| Messwerte                                   |                              |                                   |
| Höchstgeschwindigkeit                       | 180 km/h                     | 180 km/h                          |
| Beschleunigung, 0–100 km/h                  | k. A.                        | k. A. (9,6 s)                     |
| Kraftstoffverbrauch auf 100 km (kombiniert) | 7,5 l Super                  | 7,6 l Super (7,8 l Super)         |
| Tankinhalt                                  | 55 l                         | 55 l                              |

* Werte in Klammern gelten für Modelle mit optionalem Getriebe